# Мирный (Устьянский район)
Мирный — поселок в Устьянском районе Архангельской области.

## География
Находится в южной части Архангельской области на расстоянии приблизительно 77 км на восток-северо-восток по прямой от административного центра района поселка Октябрьский на левом берегу реки Устья.

## История
Здесь с 1954 по 2018 год работал Октябрьский лесопункт Дмитриевского леспромхоза. До 2022 года поселок был административным центром Лихачёвского сельского поселения до его упразднения.

## Население
Численность населения: 558 человек (русские 98 %) в 2002 году, 400 в 2010.